# Mead Treadwell

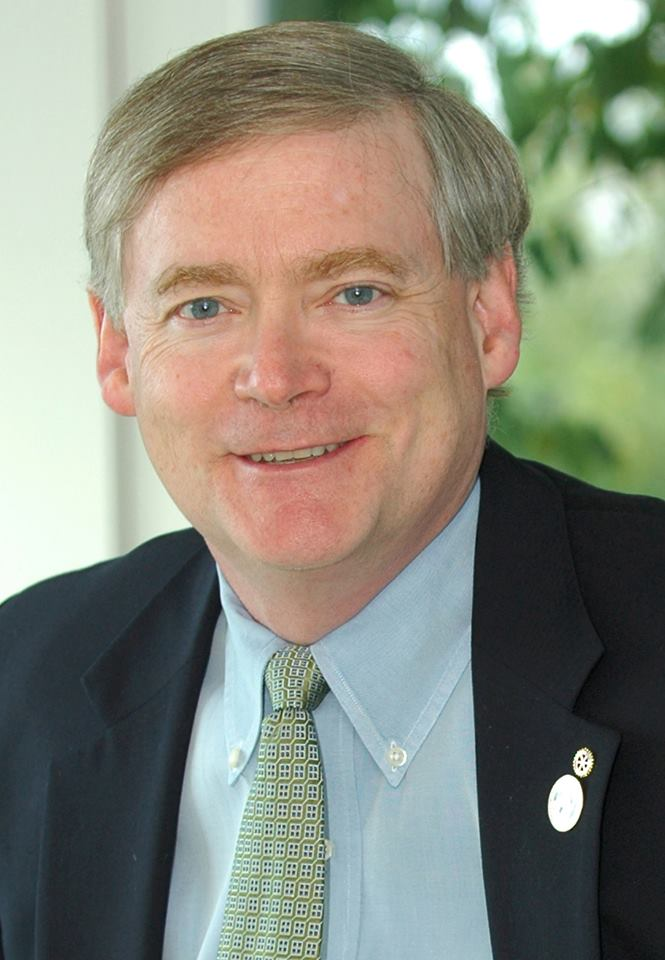
Mead Treadwell (2013)

Louis Mead Treadwell II (* 21. März 1956 in New Haven, Connecticut) ist ein US-amerikanischer Politiker. Von 2010 bis 2014 war er Vizegouverneur des Bundesstaates Alaska.

## Werdegang
Mead Treadwell wuchs in Newtown auf, wo er die öffentlichen Schulen besuchte. Darunter war auch die Sandy Hook Elementary School, die 2012 Schauplatz einer blutigen Schießerei werden sollte. Dann war er für einige Zeit Page im US-Senat in Washington, D.C. Bis 1978 studierte er an der Yale University unter anderem Geschichte. Nach einer Zeit als politischer Reporter für die Anchorage Times kehrte er in den Osten zurück, wo er bis 1982 an der Harvard University Wirtschaftsverwaltung studierte. Danach arbeitete er für die Firma Yukon Pacific Corporation, deren Vizepräsident er später wurde. Nach dem Ölunfall der Exxon Valdez leitete er die Maßnahmen der Stadt Cordova bei der Bekämpfung der Ölpest. Geschäftlich wurde er Mitglied mehrerer Firmenvorstände.
Politisch ist Treadwell Mitglied der Republikanischen Partei. Zwischen 1991 und 1994 war er als Deputy Commissioner of Alaska’s Department of Environmental Conservation stellvertretender Umweltminister von Alaska. Außerdem vertrat er seinen Staat in mehreren Bundeskommissionen, die sich alle mit arktischen Themen befassten. Darunter war auch die Arctic Research Commission, deren Vorsitz er im Jahr 2006 übernahm. Im September 2008 nahm er als Delegierter an der Republican National Convention in Saint Paul teil. Im Jahr 2010 wurde Treadwell an der Seite von Sean Parnell zum Vizegouverneur von Alaska gewählt. Dieses Amt bekleidet er seit Dezember 2010. Im Jahr 2014 bewarb er sich vergeblich um die republikanische Nominierung für die Wahl zum US-Senat.